# Ögödei
Ögödei eller Ogodai, född 1186, död 1241, var Djingis Khans tredje son och kom att efterträda honom som khan över mongolväldet. Under Ögedeis ledning fortsatte expansionen i Kina genom erövring av Jin- och Songrikena samt erövringen av nuvarande Ryssland och Europa.
Efter Djings khans död 1227 blev Ögödei korad till hans andra efterträdare vid ett 1229 års kurultai med den mongoliska aristokratin. Ögödei styrde mongolväldet från 1229 fram till sin död 1241. För att särskilja sig från andra innehavare av titeln lät han utropa sig till "storkhan" (qaγan). Ögedei inledde sin regering med att bedriva militärkampanjer i Sichuan 1231-32 och fullbordade erövringen av Jinriket 1233-34, vilket gjorde att norra Kina befann sig under mongoliskt välde. En tydlig skillnaden mellan Ögödeis krigföring och hans far Djingis khan var att Ögödei attackerade på många olika fronter samtidigt.
På grund av en hjärtsjukdom höll han sig i sitt palats medan hans generaler erövrade nya länder. Den främste generalen, Tsubotai ledde ett fälttåg med 5-6 tumener, ca 50 000 krigare. De erövrade delar av Ryssland, bland annat Moskva och fortsatte västerut mot Europa. Mongolerna hade tagit över Ungern, Polen och Ukraina och var vid gränsen till Tyskland. De hade även spioner så lång bort som Frankrike och Italien. Tsubodais mål var att förinta allt i sin väg ända fram till havet. Sedan dog Ögödei. Hans död räknas som betydelsefull eftersom hela Europas utveckling annars kunde varit annorlunda. Det fanns i stort sett inget motstånd kvar fram till Atlanten. Den större franska armén, en tempelriddarorden, hade redan krossats. För att förhindra att det blev Tjagatai som blev gurkhan (storkhan) var Tsubodais armé tvungen att vända tillbaka och erövringen upphörde.